# Zoologisk Have i København (dokumentarfilm)
Zoologisk Have i København er en dansk undervisningsfilm fra 1948 instrueret af Axel Reventlow efter eget manuskript.

## Handling
Filmen former sig som en rundgang i haven og er beregnet til forevisning for de mindste klasser i folkeskolen.